# Ужасная ночь
«Ужасная ночь» (фр. Une nuit terrible) — французский короткометражный художественный немой фильм ужасов 1896 года с элементами комедии французского режиссёра Жоржа Мельеса.

## Сюжет
Человек (судя по внешнему виду араб) просыпается ночью от того, что к нему на кровать забирается огромный паук. Он вскакивает, хватает метлу, которая находится рядом с кроватью, и бьёт паука. Паук умирает и падает на кровать, мужчина подбирает мёртвого паука, кладёт его в вазу и убирает в тумбочку. Он снова готовиться спать, но встаёт с постели и бьёт ботинком по одеялу, почуяв, что под ним, якобы, прячется ещё один паук.

## Художественные особенности
«Ужасная ночь» — один из первых фильмов Мельеса, в котором он делает акцент на фантастику. В этом фильме режиссёр не использует спецэффекты, ограничиваясь единственным театральным приёмом — оживлением куклы как марионетки.